# 山川浩正
山川 浩正（やまかわ ひろまさ、1965年（昭和40年）5月11日 - ）は日本のミュージシャン、音楽講師。元THE BOOMのベーシスト。

## 来歴
1986年、宮沢和史、小林孝至、栃木孝夫らと共にTHE BOOMを結成。
1989年5月21日、君はTVっ子でメジャーデビュー。以後バンドとしてシングルス35枚、オリジナルアルバム14枚をリリース
2014年2月に「劇症1型糖尿病」を発症、同年12月17日、日本武道館の公演を最後にTHE BOOM解散。
2015年1月1日にメンバー全員が1型糖尿病を持病に持つバンド「1-GATA」を結成しデビュー、リーダーとベースを兼任している。

## 人物
THE BOOM時代の演奏に関して結成20周年記念インタビューにおいて「言葉と音が一体となって強さを出すということ」「アレンジやフレーズで聴かせるというよりは、想いを音にするみたいな感じ」「ただ勢いだけでやってもダメだし、想いを込めても、それが実際に音の中に入っていないとダメだし」などと語った。
THE BOOM時代に作詞・作曲を行った楽曲として「憂鬱なファーブル」および「目覚めのメロディー」がある。
またバックカントリースキーや登山、キャンプなど多趣味であり、キャンプフェス出演やアウトドアイベント自主開催の実績もある。東京田端のLive&Bar PADMAにて、不定期に「山バル」をオープン。スキレットやダッチオーブン料理、カクテルに定評がある。

## 出演番組
- SOUND SLALOM WEEKEND KISS（文化放送、1992年）